# 마크 게이티스
마크 게이티스(Mark Gatiss) 1966년 10월 17일 출생. 흔히들 (현지인들마저도) 개티스라고 발음하지만 게이티스가 맞다. 본인 트위터에서 GAY-tis라고 외우면 쉽다고 밝혔다)는 잉글랜드인이며, 배우이자 각본가이며 작가이다.
그는 리그 오브 젠틀맨 혹은 싸이코빌리지로 알려진 프로그램의 배우이자 작가로 유명하며, 닥터후와 셜록에서 각본을 맡음과 동시에 연기자로 참여한 것으로 유명하다.

## 연기 활동

### 영화
- 더 페이버릿: 여왕의 여자 (2018) - 말보로 역
- 미션 임파서블: 데드 레코닝 (2023)

### 드라마
- 삼체 (2024) - 아이작 뉴턴 역